# 早良警察署
早良警察署（さわらけいさつしょ）は福岡県警察が管轄する警察署の一つで、福岡地区に属す。署長の階級は警視正。

## 概要
九州最大の都市である福岡市の旧西区（現在の西区・早良区・城南区）を管轄していたことから西警察署と称し、県下一の署員数を誇る大規模警察署であったが、1990年代以降110番通報件数が那覇警察署や浦和警察署、新宿警察署、渋谷警察署などを凌いで全国第1位になるなど負担が限界に達していたため、2006年4月に西区のみを管轄する西警察署を新設し分割。警察署名称を所在地のある行政区名に合わせて早良警察署と変更した。その後も負担軽減のため、2022年（令和4年）4月に城南区を管轄する城南警察署を新設し再分割した。管内には福岡市の西の副都心西新やシーサイドももち、西南学院大学、修猷館高校などが位置する。
刑事ドラマ『西部警察』PART-Iの九州ロケ編（第64話「九州横断大捜査網！！-前編-」）本編に登場する博多北警察署の外観は、早良警察署（当時は西警察署）庁舎で撮影されている。

## 所在地
- 福岡市早良区百道一丁目5番15号（早良区役所斜め前、西福岡税務署南隣、最寄駅は福岡市地下鉄空港線藤崎駅）

## 管轄区域
- 福岡市早良区

## 沿革
- 1886年12月28日 早良郡西新町に早良郡（2町6村）を管轄する西新町警察署を開設。
- 1941年5月1日 西福岡警察署と改称。
- 1948年3月7日 警察法施行により、福岡市の区域は自治体警察の福岡市西福岡警察署に、早良郡は国家地方警察の早良地区警察署に分離。
- 1949年9月2日 福岡市西福岡警察署を福岡市西警察署に改称。
- 1954年7月1日 警察法改正により、自治体警察と国家地方警察が一本化され、福岡県西福岡警察署として再発足。
- 1956年6月15日 西新町に庁舎新築。
- 1972年4月1日 福岡市が政令指定都市となる。
- 1972年5月7日 現在地に庁舎を新築移転。
- 1974年4月1日 福岡市の行政区に合わせて1区1署制を採用。これに伴い西警察署と改称。
- 1982年5月10日 西区が西区・早良区・城南区に分区。これに伴い一部境界の見直しがあり、管轄区域を調整。
- 2003年8月27日 県下全域交番駐在所再編成により、田島交番と入部・元岡・金武駐在所を廃止。
- 2006年4月3日 西区のみを管轄する西警察署を新設し分割。福岡県早良警察署に改称。組織改正に伴い、捜査部門の業務分掌を変更。
- 2022年4月1日 城南区が新設された城南警察署管轄となる。

## 不祥事
- 1997年5月 - アジア開発銀行（ADB）福岡総会の警備の際、発注した仕出し弁当が原因で署員の過半数が溶血性連鎖球菌（溶連菌）感染症に集団罹患した。
- 2015年12月3日 - 9月29日夜に福岡市早良区原6丁目のコンビニエンスストアで乾電池1パック（約600円）が万引きされた事件の被疑者として、犯人の逃走に使われた車の名義人の男性を窃盗容疑で逮捕したが、男性は「車は知人に貸していた」と容疑を否認したため、この知人である早良区の33歳の建設作業員の男に事情を聞いたところ、男が容疑を認めたため、誤認逮捕だったとして逮捕から約7時間後に男性を釈放し、9日に男を窃盗容疑で書類送検した。当署は「2人は顔の特徴がよく似ていたほか、先月、逃走に使われた車が男性の住むアパートに止まっているのを捜査員が目撃したことなどから、被疑者と思い込んでしまった」とし、「深くおわびするとともに、基本に忠実な捜査を徹底し、再発防止に努めたい」とコメントした[1][2][3][4][5][6][7][8]。

## 組織
副署長のほかに警視相当職として、会計・生活安全・刑事・交通・地域の5管理官を課長の上に置く。
- 総務課
- 警察安全相談課
- 会計課
- 留置管理課
- 生活安全課
- 少年課
- 刑事第一課
- 刑事第二課
- 刑事第三課
- 交通第一課
- 交通第二課
- 警備課
- 地域第一課
- 地域第二課
- 地域第三課

## 交番・駐在所
| 交番       | 所在地                          |
| ---------- | ------------------------------- |
| 百道浜交番 | 福岡市早良区百道浜三丁目6番26号 |
| 西新交番   | 福岡市早良区西新二丁目10番5号   |
| 室見交番   | 福岡市早良区室見四丁目12番9号   |
| 原交番     | 福岡市早良区荒江三丁目13番1号   |
| 有田交番   | 福岡市早良区有田四丁目37番33号  |
| 野芥交番   | 福岡市早良区賀茂二丁目21番25号  |
| 四箇田交番 | 福岡市早良区四箇田団地7番20号   |
| 駐在所     | 所在地                          |
| 内野駐在所 | 福岡市早良区内野八丁目6番20号   |
| 脇山駐在所 | 福岡市早良区大字脇山1744番4号   |